# 작은 집
작은 집(小さいおうち, The Little House)은 일본에서 제작된 야마다 요지 감독의 2014년 드라마 영화이다. 마츠 다카코 등이 주연으로 출연하였고 후카자와 히로시 등이 제작에 참여하였다.

## 출연

### 주연
- 마츠 다카코
- 바이쇼 치에코
- 쿠로키 하루
- 카타오카 타카타로
- 요시오카 히데타카

### 조연
- 츠마부키 사토시
- 하시즈메 이사오
- 요시유키 카즈코
- 나카지마 토모코
- 무로이 시게루
- 라사루 이시이
- 아키 타케조
- 사사노 타카시
- 마츠카네 요네코
- 호타루 유키지로
- 하야시야 쇼조
- 코바야시 넨지
- 나츠카와 유이
- 키무라 후미노

## 제작진
- 원작자: 나카지마 쿄코
- 미술: 데가와 미츠오